# Resolució 2442 del Consell de Seguretat de les Nacions Unides
La Resolució 2442 del Consell de Seguretat de les Nacions Unides, fou adoptada per unanimitat el 6 de novembre de 2018. Tot i prendre nota de la millora de la situació a Somàlia, el Consell reconeix que la pirateria encara agreuja la inestabilitat del país i per aquest motiu aprova estendre 12 mesos l'autorització de les Forces Navals Internacionals que lluiten contra la pirateria a les aigües de la costa de Somàlia. També subratlla la necessitat d'una resposta global internacional per abordar les causes subjacents del problema, alhora que encoratja les autoritats somali a adoptar lleis i portar davant la justícia a tothom qui realitzi actes de pirateria.